# Quinta Monroy
Quinta Monroy ist eine Siedlung für einkommensschwache Bewohner in Iquique, einer chilenischen Hafenstadt am Rande der Atacama-Wüste. Sie wurde in den Jahren 2003–2004 errichtet.

## Geschichte
Im Rahmen der Wohnbauförderung der chilenischen Regierung entwickelte eine Gruppe Architekten um Alejandro Aravena vom Architekturbüro Elemental 2001 ein Projekt, 93 Familien neuen Wohnraum als Wohneigentum zur Verfügung zu stellen. Dabei sollte auf die gewachsenen sozialen Strukturen Rücksicht genommen und eine Umsiedlung unbedingt vermieden werden. Die Familien lebten schon seit 30 Jahren mit Duldung des Eigentümers in einer Informellen Siedlung auf einem etwa 5000 m² großen Grundstück eines ehemals ländlichen Anwesens (portugiesisch quinta) in der Mitte der Stadt, das nach einem Eigentümerwechsel nun verkauft werden sollte.
Mit dem sehr eingeschränkten Budget der Wohnbauförderung von 7500 US-Dollar pro Wohnung waren aufgrund des hohen Bodenpreises im Innenstadtbereich nach einem Ankauf des Grundstücks nur Wohneinheiten mit jeweils 30 m² Wohnfläche realisierbar. Die Architekten entwickelten das Projekt unter diesen Vorgaben nach dem Konzept der Incremental Houses und stellten die Erweiterbarkeit und Wertsteigerungsmöglichkeiten in den Mittelpunkt ihrer Planungen.
Die Wohneinheiten wurden daher mit einer Fläche von etwa 70 m² geplant, aber nur zur Hälfte bereits gebaut; die zweite Hälfte kann von den Bewohnern je nach Bedarf und finanziellen Möglichkeiten später selbst erstellt werden. Die Erweiterungen erlauben eine individuelle Gestaltung der Häuser und dienen einer engeren Bindung der Bewohner an das Objekt, was durch die längerfristige Wertsteigerung auch deren Vermögensaufbau dienen soll. Alle notwendigen und aufwendig zu realisierenden Einrichtungen wie Versorgungsleitungen und die Erschließung durch Treppen wurden beim Bau bereitgestellt und durch die Struktur der Gebäude eine optimale Erweiterbarkeit mit einfachen Mitteln erreicht.
Die aus finanziellen Gründen notwendige Verdichtung der Siedlung erzielten die Architekten durch eine Reihenhausbauweise mit drei Etagen, die Struktur der Anlage um vier halböffentliche Hofbereiche wurde gemeinsam mit den Bewohnern entwickelt. Die Wohnungen wurden auf einem Raster von 3 mal 6 m geplant, je zwei Einheiten ergeben eine Wohnung, im Erdgeschoss liegen sie nebeneinander, in den Obergeschossen übereinander. Daneben wurden jeweils zwei weitere Einheiten für die Erweiterung freigehalten. Die Wände zu diesen Erweiterungsbereichen sind leicht demontierbar und nicht tragend, so dass durch den Ausbau auch großzügiger geschnittene Räume ermöglicht werden.